# Lacinipolia indicans
Lacinipolia indicans är en fjärilsart som beskrevs av Walker 1856. Lacinipolia indicans ingår i släktet Lacinipolia och familjen nattflyn. Inga underarter finns listade i Catalogue of Life.